# Puripol Boonson
Puripol Boonson (in thailandese ภูริพล บุญสอน; Surin, 13 gennaio 2006) è un velocista thailandese.

## Record nazionali
Seniores
- 100 metri piani: 10"06 ( Hangzhou, 30 settembre 2023) =
- 200 metri piani: 20"19 ( Almaty, 26 giugno 2022)
- Staffetta 4x100 m: 38"55 ( Bangkok, 12 luglio 2023)

## Progressione

### 100 metri piani
| Stagione | Misura | Luogo     | Data       | Rank. Mond. |
| -------- | ------ | --------- | ---------- | ----------- |
| 2025     | 10"15  | Chongqing | 15-5-2025  |             |
| 2024     | 10"08  | Walnut    | 20-4-2024  |             |
| 2023     | 10"06  | Hangzhou  | 30-9-2023  |             |
| 2022     | 10"09  | Cali      | 2-8-2022   |             |
| 2021     | 10"24  | Bangkok   | 21-12-2021 |             |

### 200 metri piani
| Stagione | Misura | Luogo      | Data       | Rank. Mond. |
| -------- | ------ | ---------- | ---------- | ----------- |
| 2023     | 21"08  | Phnom Penh | 8-5-2023   |             |
| 2022     | 20"19  | Almaty     | 26-6-2022  |             |
| 2021     | 20"70  | Bangkok    | 23-12-2021 |             |

## Palmarès
| Anno | Manifestazione               | Sede        | Evento          | Risultato  | Prestazione | Note                                     |
| ---- | ---------------------------- | ----------- | --------------- | ---------- | ----------- | ---------------------------------------- |
| 2022 | Mondiali U20                 | Cali        | 100 m piani     | 4º         | 10"12       | [ 1 ] [ 2 ]                              |
| 2022 | Mondiali U20                 | Cali        | 200 m piani     | Semifinale | 20"61       | [ 3 ]                                    |
| 2022 | Mondiali U20                 | Cali        | 4x100 m         | Batteria   | 42"09       | [ 4 ]                                    |
| 2022 | Asiatici U18                 | Kuwait City | 100 m piani     | Oro        | 10"33       |                                          |
| 2022 | Asiatici U18                 | Kuwait City | 200 m piani     | Oro        | 21"53       |                                          |
| 2022 | Asiatici U18                 | Kuwait City | Staffetta mista | Argento    | 1'55"82     |                                          |
| 2023 | Campionati asiatici          | Bangkok     | 4x100 m         | Oro        | 38"55       | Record dei campionati · Record nazionale |
| 2023 | Giochi asiatici              | Hangzhou    | 100 m piani     | Argento    | 10"02       | w                                        |
| 2023 | Giochi asiatici              | Hangzhou    | 200 m piani     | Semifinale | dnf         | [ 6 ]                                    |
| 2023 | Giochi asiatici              | Hangzhou    | 4x100 m         | 4º         | 38"81       |                                          |
| 2024 | World Relays                 | Nassau      | 4×100 m         | Batteria   | 38"87       |                                          |
| 2024 | Giochi olimpici              | Parigi      | 100 m piani     | Semifinale | 10"14       |                                          |
| 2024 | Mondiali U20                 | Lima        | 100 m piani     | Argento    | 10"22       |                                          |
| 2024 | Mondiali U20                 | Lima        | 4×100 m         | Bronzo     | 39"39       | Miglior prestazione nazionale under 20   |
| 2025 | World Relays                 | Guangzhou   | 4x100 m         | Batteria   | 39"18       |                                          |
| 2025 | Campionati asiatici          | Gumi        | 100 m piani     | Argento    | 10"20       |                                          |
| 2025 | Campionati asiatici          | Gumi        | 4x100 m         | Argento    | 38"78       |                                          |
| 2025 | Giochi mondiali universitari | Reno-Ruhr   | 100 m piani     | Argento    | 10"22       |                                          |

## Campionati nazionali
- 1 volta campione nazionale thailandese dei 200 m (2021)

2021
- Bronzo ai campionati thailandesi (Bangkok), 100 m piani - 10"80
- Oro ai campionati thailandesi (Bangkok), 200 m piani - 21"33

## Altre competizioni internazionali
2022
- Oro ai Giochi del Sud-est asiatico ( Hanoi), 100 m piani - 10"44
- Oro ai Giochi del Sud-est asiatico ( Hanoi), 200 m piani - 20"37
- Oro ai Giochi del Sud-est asiatico ( Hanoi), staffetta 4x100 m - 38"58